# Revolution (film fra 1969)
 For alternative betydninger, se Revolution. (Se også artikler, som begynder med Revolution)
Revolution er en dansk dokumentarfilm fra 1969 instrueret af Christian Braad Thomsen efter eget manuskript.

## Handling
Filmen sætter spørgsmålstegn ved revolutionsbegrebet og problematiserer således et politisk enme, som i slutningen af 1960'erne var højaktuelt. Revolution blev vist på tidens vigtigste kortfilmsfestival Oberhausen i Tyskland.

## Medvirkende
- Lisbeth Kolind
- Louis Miehe-Renard
- Ulf Pilgaard
- Bobby Seale
- Kasper Winding